# Mihail Gromov
Mihail Gromov (n. 23 decembrie 1943, Boksitogorsk⁠(d), RSFS Rusă, URSS) este un matematician rus câștigător al Premiului Abel în 2009.